# Thomas Bernard Croat
Thomas Bernard Croat, född 23 maj 1938 i St. Marys, Iowa, är en amerikansk botaniker som specialiserat sig på kallaväxters systematik och ekologi i den neotropiska regionen.
Auktorsnamnet Croat kan användas för Thomas Bernard Croat i samband med ett vetenskapligt namn inom botaniken; se Wikipediaartiklar som länkar till auktorsnamnet.